# Boryń (województwo pomorskie)
Boryń (kaszb. Bòrëń) – osada w Polsce, położona w województwie pomorskim, w powiecie chojnickim, w gminie Konarzyny.
Miejscowość na obszarze Kaszub zwanym Zabory, nad południowym brzegiem jeziora Duży Boryń.
W latach 1975–1998 miejscowość administracyjnie należała do województwa słupskiego.
Jeden z fragmentów osady dawniej nazywał się Pustkowie.